# マルコ・ベナッシ
マルコ・ベナッシ（Marco Benassi、1994年9月8日 - ）は、イタリア・モデナ出身のサッカー選手。USクレモネーゼ所属。ポジションはMF。

## 経歴

### クラブ
モデナFCの下部組織でキャリアをスタート。2011年、アンドレア・ストラマッチョーニ率いるインテル・ミラノのプリマヴェーラへ移籍。2012年にはNextGenシリーズで優勝を果たした。
2012年、トップチームの監督に昇格したアンドレア・ストラマッチョーニがプリマヴェーラから昇格させた選手の中の一人としてトップチームの練習に参加。2012年11月12日のUEFAヨーロッパリーグのルビン・カザン戦でプロデビュー、翌年1月13日のペスカーラ戦でセリエAデビューを果たした。
2013年7月10日、チームメイトのフランチェスコ・バルディと共に2017年まで契約を更新した後、リヴォルノ・カルチョへレンタル移籍。しかしクラブはシーズンを最下位で終えセリエBへ降格した。
リヴォルノへレンタル移籍中であった2014年冬、インテルはトリノからダニーロ・ダンブロージオを獲得する条件としてベナッシの共同保有権の50%をトリノへ譲渡。共同保有システムが廃止された2015年6月25日、トリノFCへの完全移籍が決定した。
2017年8月9日、ACFフィオレンティーナへの完全移籍が決定した。
2020年9月12日、買取オプション付きのローン移籍でエラス・ヴェローナFCに加入することが発表された。
2022年1月22日、エンポリFCにシーズン終了までのレンタル移籍で加入することが発表された。
2023年1月19日、USクレモネーゼにレンタル移籍で加入した。